# Stefan Demert
Carl Stefan Demert, född 15 december 1939 i Nyköping, död 9 juli 2018 i Ölmevalla distrikt i Kungsbacka kommun, var en svensk trubadur. Han är bland annat känd för låtarna Balladen om den kaxiga myran och Till SJ. På Svensktoppen-låten Anna Anaconda var hans dåvarande sambo Jeja Sundström sångpartner.

## Biografi
Demert var litograflärling och läste kvällskurser i teckning vid Konstfack innan han började ägna sig åt verksamhet som trubadur. Han var verksam som trubadur sedan 1960-talet, och inledningsvis sjöng han bland annat på Vispråmen Storken i Stockholm. Hans genombrott för en större publik kom efter att han i november 1969 uppträdde på Folkparkernas Artistforum i Eskilstuna och framförde "Emancipationsvisan" om Emma Karolina Magdalena Makadam. Detta ledde till kontrakt på framträdanden och ett framträdande i Hylands hörna. 1970 kom hans första skiva, Visor för smutsiga öron.
Demert har beskrivits som "en av de vissångare som har förvaltat modern bondkomik i burleska visor". Han har därmed stått mer för det underfundigt humoristiska än det lyriska eller revolutionära.
Mest kända av hans visor är Balladen om den kaxiga myran, som blev en klassisk barnvisa, och Anna Anaconda, med vilken han och hans sångpartner och tidigare sambo Jeja Sundström under 1975 låg flera veckor på Svensktoppen. 1971 skrev han texten till sången Till SJ, en protest mot Statens Järnvägars (SJ) nedläggning av järnvägar med refrängen "SJ, SJ, gamle vän...", som också låg på Svensktoppen. Melodin var den amerikanska folkmusikern Elizabeth Cottens "Freight Train". Tillsammans med Björn Ståbi och Sid Jansson bildade Demert och Sundström gruppen Visor & Bockfot. 
Stefan Demert gav 1996 ut diktsamlingen Utsikt från en studsmatta. 2001 gav han ut boken Edith Amalia om sin mor och hennes sista tid i livet, innan hon dog vid 93 års ålder.
Han är begravd på Silverdals griftegård i Sollentuna.

## Diskografi

### Album
- 1970 – Visor för smutsiga öron
- 1971 – Marsch på er alla pannkakor
- 1973 – Den siste ornitologen
- 1975 – Jeja & Stefan, tillsammans med Jeja Sundström
- 1978 – Sidensammetrasalump, tillsammans med Jeja Sundström
- 1981 – Till Anna, tillsammans med Jeja Sundström
- 1985 – En afton i Ulvesund - Ord och inga visor med Stefan Demert, hans dikter - och en publik
- 1993 – Katten och andra visor
- 2006 – 20 bästa
- 2014 – Till Carina
- 2015 – Tecken (diktsamling)

### Kända texter (urval)
- 2002 – Gnaget, gnaget, gamle vän (bara texten, musik av Elizabeth Cotten) Å vi é AIK

## Musiktryck
- 1970 – Visor för smutsiga öron. Stockholm.
- 1971 – Marsch på er alla pannkakor! Stockholm.
- 1973 – Den siste ornitologen. Lidingö.

## Priser och utmärkelser
- 2000 – Nils Ferlin-Sällskapets trubadurpris[11]
- 2004 – Olrogstipendiet.[12]